# Isla Chizumulu
La Isla Chizumulu es la menor de dos islas principales habitadas en el Lago Malaui, la más grande es la cercana isla Likoma junto con la cual conforman el distrito de Likoma. Ambas islas están situadas a pocos kilómetros de la costa de Mozambique, y están totalmente rodeadas por las aguas territoriales de ese país, aunque pertenecezcan a Malaui. Por lo tanto, son enclaves de Malaui. Esto se produjo porque las islas fueron colonizadas por misioneros anglicanos (británicos) que se extendieron hacia el este de Malaui, en lugar de por los portugueses que colonizaron Mozambique.
A Chizumulu se puede llegar en barco desde el puerto de la Bahía de Nkhata, en la parte continental de Malaui. El barco MV Ilala semanalmente cruza el lago Malaui y se detiene en Chizumulu.
La isla tiene una población de alrededor de 3.000 personas en 2009. Al igual que Likoma, las importaciones de isla son en su mayoría alimentos del continente. No hay electricidad durante varias horas al día. Existe un camino bien construido que se extiende alrededor de la costa de la isla, y que se puede recorrer en alrededor de unas tres horas.
La isla se compone de dos grandes cerros, con una superficie más plana hacia el sur. Las Plantaciones de yuca cubren gran parte de las faldas de los cerros, siendo la parte superior boscosa.